# 하타 요가
하타 요가는 요가의 한 종류이다. 현재 미국에서는 압도적이고 한국에서는 80%가 하타 요가이다. 하타 요가 프리디피카를 저술한 15세기 인도의 요기 스와트마라나가 만들었다. 2008년 미국에서는 1500만명의 미국인이 요가를 수행중이고, 950만명이 1년 이내에 요가를 처음 배울 것이라고 조사되었다.
하타 요가도 요가이므로 요가 수트라에서 말하는 최종적인 목표인 삼매를 얻기 위한 훈련과정이다. 그러나 하타 요가는 정신적인 부분 보다는 육체적인 부분에 중점을 두었으며, 따라서, 정신적인 부분이 강조되면 힌두교와 기독교의 충돌이 생기지만, 단순한 신체 운동으로 강조되면 미국 기독교인들에게 종교적 갈등이 사라져서 쉽게 친숙할 수 있다. 요가가 정신적인 깨달음을 중시하면, 불교와도 관련이 생겨, 불교와도 정신적으로 충돌할 수 있다. 